# Виллар-Реймон
Виллар-Реймон (фр. Villard-Reymond) — коммуна во Франции, находится в регионе Рона — Альпы. Департамент коммуны — Изер. Входит в состав кантона Ле-Бур-д'Уазан. Округ коммуны — Гренобль.
Код INSEE коммуны — 38551. Население коммуны на 1999 год составляло 31 человек. Населённый пункт находится на высоте от 840 до 2 732 метров над уровнем моря. Муниципалитет расположен на расстоянии около 510 км юго-восточнее Парижа, 125 км юго-восточнее Лиона, 29 км юго-восточнее Гренобля. Мэр коммуны — Jean-Marie Perreau, мандат действует на протяжении 2001—2014 гг.
Динамика населения (INSEE):